# Araiophos
Araiophos is een monotypisch geslacht van straalvinnige vissen uit de familie van diepzeebijlvissen (Sternoptychidae).

## Soort
- Araiophos eastropas (Ahlstrom & Moser, 1969)